# Guerra de túnel

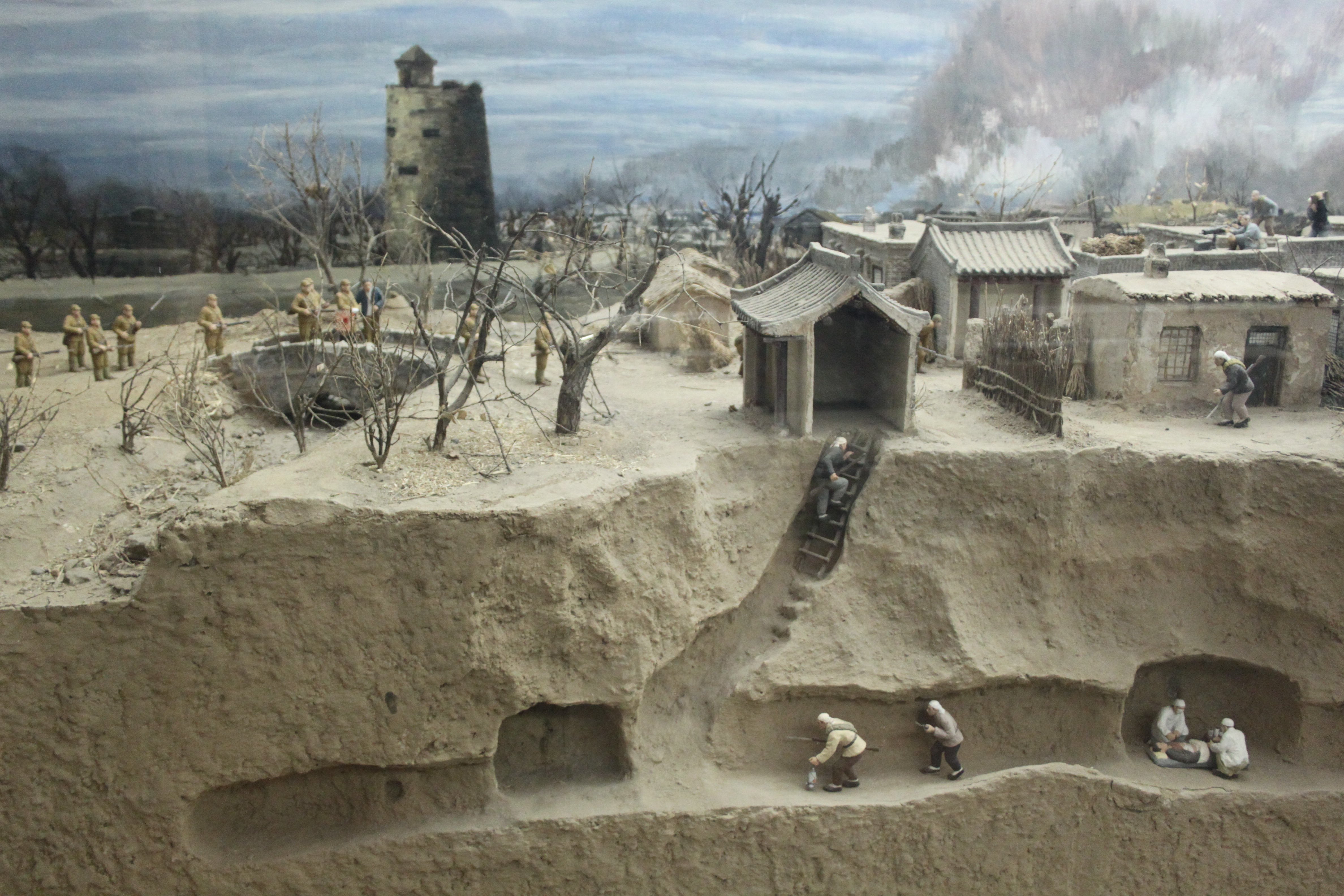
Diorama de túneis defensivos escavados durante a Segunda Guerra Sino-Japonesa.

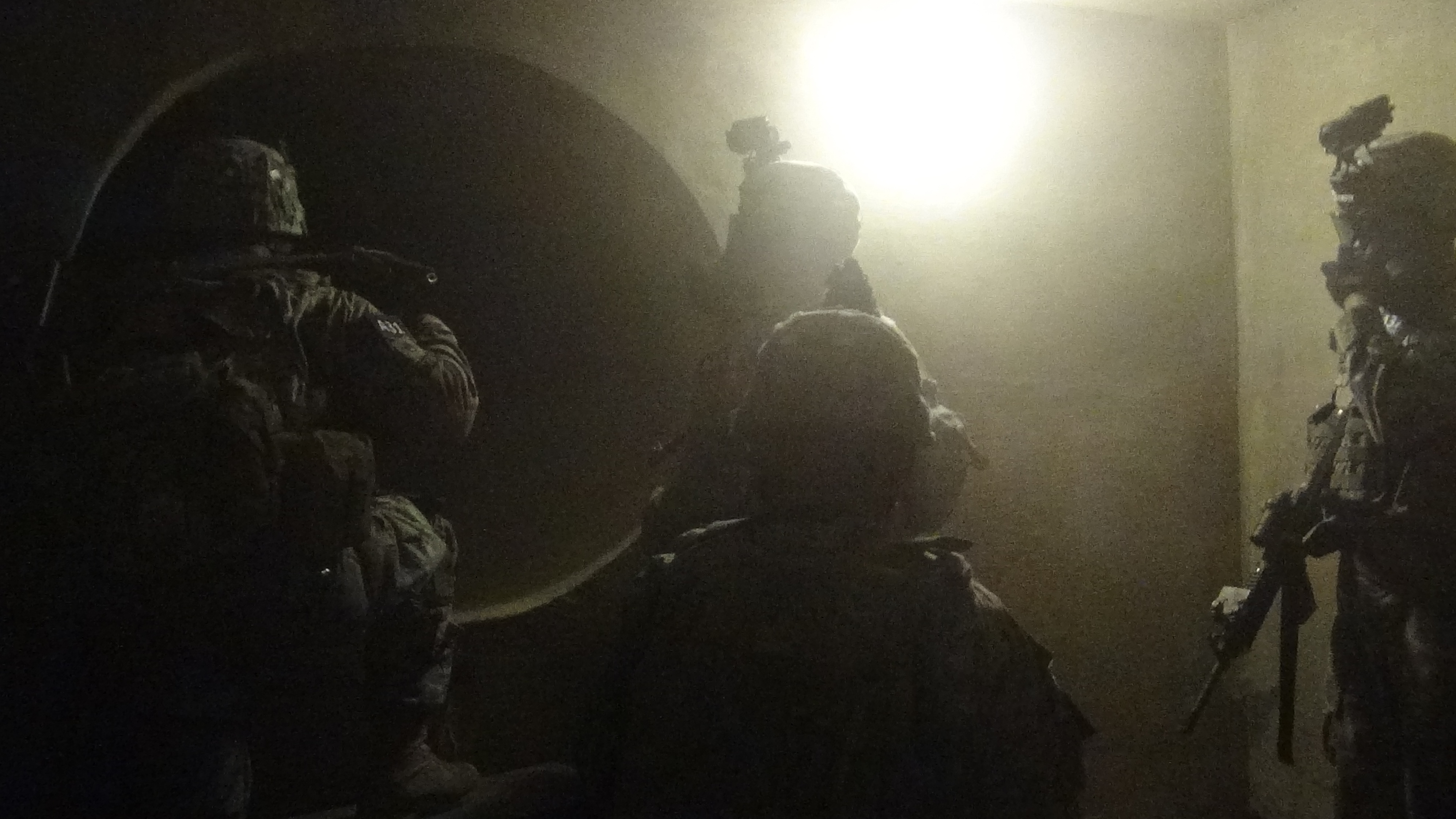
Soldados americanos em treinamento de guerra subterrânea.

A guerra de túnel ou guerra subterrânea é um nome geral para a guerra em túneis e outras cavidades subterrâneas. Muitas vezes, inclui a construção de instalações subterrâneas para atacar ou para a defesa e o uso de cavernas naturais existentes e instalações subterrâneas artificiais (catacumbas, esgoto da cidade, etc.) para fins militares. Os túneis podem ser usados para minar fortificações e infiltrar-se em território, enquanto pode fortalecer uma defesa, criando a possibilidade de emboscada, contra-ataque e a capacidade de transferir tropas de uma parte do campo de batalha para outra invisível e protegida. Além disso, os túneis podem servir de abrigo para não combatentes contra ataques inimigos.
Na era moderna, o uso de extensas e sofisticadas redes de túneis por parte de países como a Coreia do Norte e grupos como o Hamas na faixa de Gaza gerou um interesse renovado na guerra subterrânea em países da OTAN. Em 2017, o potencial apresentado por túneis em contextos de guerra assimétrica levou o Exército dos Estados Unidos a gastar US$572 milhões visando adestrar suas unidades convencionais em assaltos subterrâneos. Outros exemplos recentes envolvendo guerra de túnel e combates em áreas subterrâneas incluem o uso de túneis por parte de guerrilhas curdas no Conflito no Curdistão sírio e os combates nas minas de sal de Soledar na Guerra Russo-Ucraniana.